# Список самітів G-20
Список самітів G-20

## Саміти глав держав або глав урядів
| №    | Дата                       | Країна проведення | Місто проведення              | Місце проведення                         | Лідер країни проведення       | Примітки                    |
| ---- | -------------------------- | ----------------- | ----------------------------- | ---------------------------------------- | ----------------------------- | --------------------------- |
| 1-й  | 14–15 листопада 2008       | США               | Вашингтон                     | National Building Museum                 | Джордж Вокер Буш              | [ 1 ]                       |
| 2-й  | 2 квітня 2009              | Велика Британія   | Лондон                        | Виставковий центр Лондона                | Ґордон Браун                  | [ 1 ] [ 2 ] [ 3 ]           |
| 3-й  | 24–25 вересня 2009         | США               | Піттсбург                     | David L. Lawrence Convention Center      | Барак Обама                   | [ 1 ] [ 4 ] [ 5 ]           |
| 4-й  | 26–27 червня 2010          | Канада            | Торонто                       | Metro Toronto Convention Centre          | Стівен Гарпер                 | [ 6 ] [ 7 ]                 |
| 5-й  | 11–12 листопада 2010       | Південна Корея    | Сеул                          | COEX Convention & Exhibition Center      | Лі Мьон Бак                   | [ 8 ] [ 9 ]                 |
| 6-й  | 3–4 листопада 2011         | Франція           | Канни                         | Palais des Festivals                     | Ніколя Саркозі                | [ 10 ] [ 11 ] [ 12 ]        |
| 7-й  | 18–19 червня 2012          | Мексика           | Сан-Хосе-дель-Кабо, Лос-Кабос | Los Cabos Convention Center              | Феліпе Кальдерон              | [ 13 ] [ 14 ] [ 15 ] [ 16 ] |
| 8-й  | 5–6 вересня 2013           | Росія             | Стрєльна, Санкт-Петербург     | Constantine Palace                       | Путін Володимир Володимирович | [ 17 ] [ 18 ] [ 19 ] [ 20 ] |
| 9-й  | 15–16 листопада 2014       | Австралія         | Брисбен                       | Brisbane Convention & Exhibition Centre  | Тоні Ебботт                   | [ 21 ] [ 22 ]               |
| 10-й | 15–16 листопада 2015       | Туреччина         | Белек, Анталья                | Regnum Carya Hotel Convention Centre     | Реджеп Таїп Ердоган           | [ 23 ] [ 24 ] [ 22 ]        |
| 11-й | 4–5 вересня 2016           | КНР               | Ханчжоу                       | Hangzhou International Exhibition Centre | Сі Цзіньпін                   | [ 18 ] [ 23 ] [ 25 ] [ 22 ] |
| 12-й | 7–8 липня 2017             | Німеччина         | Гамбург                       | Hamburg Messe                            | Ангела Меркель                | [ 18 ] [ 23 ]               |
| 13-й | 30 листопада—1 грудня 2018 | Аргентина         | Буенос-Айрес                  | Costa Salguero Center                    | Маурісіо Макрі                | [ 26 ] [ 27 ]               |
| 14-й | 28—29 червня 2019          | Японія            | Осака                         | Intex Osaka                              | Сіндзо Абе                    |                             |
| 15-й | 21—22 листопада 2020       | Саудівська Аравія | Ер-Ріяд                       |                                          | Король Салман                 |                             |
| 16-й | 30—31 жовтня 2021          | Італія            | Рим                           | EUR New Convention Center                | Маріо Драґі                   | [ 28 ]                      |
| 17-й | 15—16 листопада 2022       | Індонезія         | Балі                          | Bali Nusa Dua Convention Center          | Джоко Відодо                  |                             |

## Зустрічі на рівні міністрів

### Міністри фінансів та керівники центральних банків
Позиції, виділені жирним шрифтом вказують, що зустріч проходила одночасно з самітом G20.
| Рік  | Країна проведення | Місто проведення | Дата        | Примітки                                                |
| ---- | ----------------- | ---------------- | ----------- | ------------------------------------------------------- |
| 1999 | Німеччина         | Берлін           |             |                                                         |
| 2000 | Канада            | Монреаль         |             |                                                         |
| 2001 | Канада            | Оттава           |             |                                                         |
| 2002 | Індія             | Нью-Делі         |             |                                                         |
| 2003 | Мексика           | Морелія          |             |                                                         |
| 2004 | Німеччина         | Берлін           |             |                                                         |
| 2005 | КНР               | Пекін            |             |                                                         |
| 2006 | Австралія         | Мельбурн         |             | Докладніше : 2006 G20 ministerial meeting               |
| 2007 | ПАР               | Кейптаун         |             |                                                         |
| 2008 | Бразилія          | Сан-Паулу        |             |                                                         |
| 2009 | Велика Британія   | Горшам           | березень    |                                                         |
| 2009 | Велика Британія   | Лондон           | вересень    |                                                         |
| 2009 | Велика Британія   | Сент-Ендрюс      | листопад    |                                                         |
| 2010 | Південна Корея    | Інчхон           | лютий       |                                                         |
| 2010 | Канада            | Торонто          | червень     |                                                         |
| 2010 | Південна Корея    | Сеул             | листопад    |                                                         |
| 2011 | Франція           | Париж            | лютий       |                                                         |
| 2011 | США               | Вашингтон        | квітень     |                                                         |
| 2011 | США               | Вашингтон        | вересень    | As part of the annual meeting of the IMF and World Bank |
| 2011 | Франція           | Париж            | жовтень     |                                                         |
| 2011 | Франція           | Канни            | листопад    |                                                         |
| 2012 | Мексика           | Мехіко           | лютий       |                                                         |
| 2012 | США               | Вашингтон        | квітень     |                                                         |
| 2012 | Мексика           | Мехіко           | листопад    | [ 30 ]                                                  |
| 2013 | Росія             | Москва           | лютий       | [ 31 ]                                                  |
| 2013 | США               | Вашингтон        | квітень     | Part of the annual meeting of the IMF and World Bank    |
| 2013 | США               | Вашингтон        | жовтень     | Continuation of the meeting mentioned above             |
| 2014 | Австралія         | Сідней           | лютий       |                                                         |
| 2014 | США               | Вашингтон        | квітень     |                                                         |
| 2014 | Австралія         | Кернс            | вересень    |                                                         |
| 2015 | Туреччина         | Стамбул          | 9–10 лютого | [ 34 ]                                                  |

### Міністри праці та зайнятості
- 2010:  Вашингтон, США[35]
- 2011:  Париж, Франція[36]
- 2012:  Гвадалахара, Мексика[37]
- 2013:  Москва, Росія[38]
- 2014:  Мельбурн, Австралія[39]
- 2015:  Анкара, Туреччина[39]
- 2016:  Пекін, КНР[39]

## B20 саміти
B20 саміти — саміти бізнес-лідерів країн G20.
- 2012:  Лос-Кабос, Мексика
- 2013:  Санкт-Петербург, Росія[40]
- 2014:  Сідней, Австралія[41]
- 2015:  Туреччина[42]

## C20 саміти
C20 саміти — саміти делегатів громадянського суспільства країн G20.
- 2014:  Мельбурн, Австралія[43]
- 2015:  Стамбул, Туреччина[44]

## Саміти T20
T20 саміти — саміти представників аналітичних центрів країн G20.
- 2012:  Мехіко, Мексика
- 2013:  Москва, Росія[45]

## Торговельні та інвестиційні саміти
- 2012:  Мехіко, Мексика